# Marks kommun
Marks kommun är en kommun i Västra Götalands län, i före detta Älvsborgs län. Centralort är Kinna, ihopväxt med Skene och Örby.

## Administrativ historik
Kommunens område motsvarar socknarna Berghem, Fotskäl, Fritsla, Hajom, Horred, Hyssna, Istorp, Kattunga, Kinna, Skephult, Surteby, Sätila, Torestorp, Tostared, Älekulla, Örby, Öxabäck och  Öxnevalla, alla i Marks härad. I dessa socknar bildades vid kommunreformen 1862 landskommuner med motsvarande namn. År 1926 bildades Surteby-Kattunga landskommun av motsvarande två landskommuner.
Kinna municipalsamhälle inrättades 12 december i Kinna landskommun, där landskommunen med municipalsamhället ombildades 1947 till Kinna köping. Skene municipalsamhälle inrättades i Örby landskommun 9 maj 1941 och upplöstes 1951 när Skene köping bildades genom en utbrytning ur landskommunen. 
Vid kommunreformen 1952 bildades ett antal storkommuner i området: Fritsla (av de tidigare kommunerna Fritsla och Skephult), Horred (av Horred, Istorp och Öxnevalla), Svansjö (av Torestorp, Älekulla och Öxabäck), Sätila (av Hyssna och Sätila) samt Västra Mark (av Berghem, Fotskäl, Hajom, Surteby-Kattunga och Tostared). Örby landskommun samt Kinna köping och Skene köping förblev oförändrade.
Marks kommun bildades vid kommunreformen 1971 av Kinna och Skene köpingar samt landskommunerna Fritsla, Horred, Svansjö, Sätila, Västra Mark och Örby.
Kommunen ingick från bildandet till 1996 i Sjuhäradsbygdens domsaga och ingår sedan 1996 i Borås domkrets.

## Geografi
Kommunen är belägen i de sydvästra delarna av landskapet Västergötland och gränsar i norr till Härryda kommun och Mölndals kommun i före detta Göteborgs och Bohus län, Bollebygds kommun och Borås kommun samt i öster till Svenljunga kommun, alla i före detta Älvsborgs län. I söder gränsar kommunen till Falkenbergs kommun och Varbergs kommun samt i väster till Kungsbacka kommun, alla i Hallands län. Från nordöst till sydväst rinner ån Viskan.

### Topografi och hydrografi
Kommunen ligger i det natursköna sprickdalslandskapet på Sydsvenska höglandets västra sida. Storåns dalgång, fortsättningen i sjön Lygnern och Viskans dalgång avspeglar detta geografiska läge. Dalgångarna var tidigare ishavsfjärdar under inlandsisens avsmältning, vilket resulterade i områden med vattenavsatta leror – idag utgör dessa Marks kommuns bördiga odlingsmarker.
Sedimenten i Storåns dalgång pryds av vackra raviner, medan de norra delarna av kommunen huvudsakligen täcks av morän. Vid Ubbhult formar bottenmoränryggar, även kallade drumliner, landskapet. Skogen i området domineras av barrträd med inslag av lövskog, skapandes en varierad och naturskön miljö.
Nedan presenteras andelen av den totala ytan 2020 i kommunen jämfört med riket.
|  | Bebyggelse (6,0 %) |

|  | Skog (68,7 %) |

|  | Öppen myrmark (2,2 %) |

|  | Jordbruksmark (14,0 %) |

|  | Övrig mark (9,1 %) |

|  | Bebyggelse (3,1 %) |

|  | Skog (68,0 %) |

|  | Öppen myrmark (7,2 %) |

|  | Jordbruksmark (7,4 %) |

|  | Övrig mark (14,3 %) |

### Naturskydd
År 2024 fanns 12 naturreservat i Marks kommun. Som exempel kan nämnas Assbergs ruiner som är känt för sina varierade landskap. I nordöstra delen finns välbevarade naturbetesmarker med spridda buskar och träddungar. I väster finns ohävdade ravinarmar med olika växtstadier, från öppna marker till äldre lövskogar. Området är hem för många arter av växter och djur, vilket gör det viktigt för bevarande av biologisk mångfald. Ett annat exempel är Stoms ås som är känt för sin gamla bokskog med en rik mångfald av sällsynta mossor och lavar. Området är också hem för många gamla bok- och ekträd samt en stor mängd död ved, vilket är viktigt för ekosystemets mångfald. Målet med reservatet är att utöka bokskogsarealen för att gynna de sällsynta arterna.

### Administrativ indelning
Fram till 2016 var kommunen för befolkningsrapportering indelad i 12 församlingar: 
| De 12 församlingarna i Marks kommun |
| --- |
| - Fritsla-Skephults församling - Horreds församling - Hyssna församling - Istorps församling - Kinna församling - Sätila församling - Torestorps församling - Västra Marks församling - Älekulla församling - Örby-Skene församling - Öxabäcks församling - Öxnevalla församling |

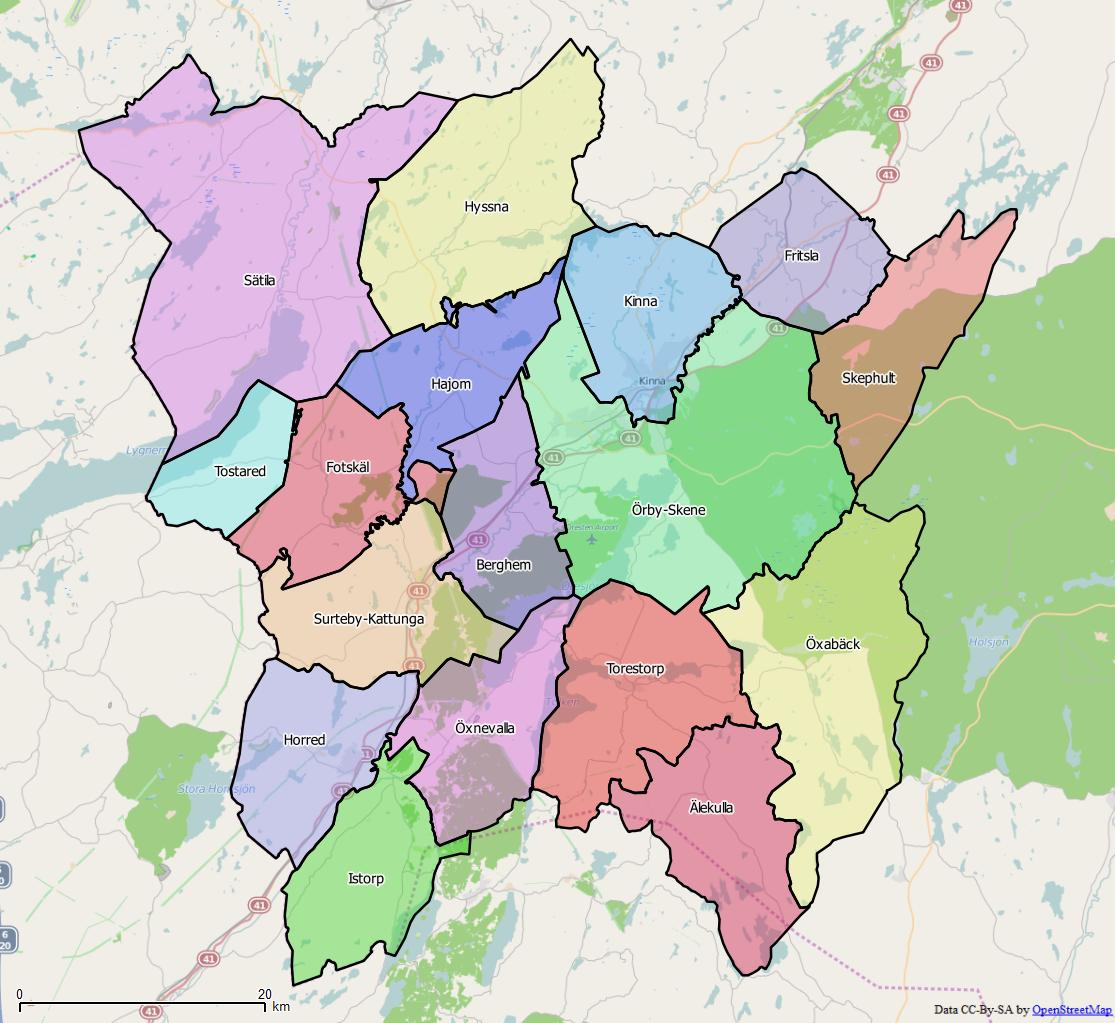
Distrikt inom Marks kommun

Från 2016 indelas kommunen i följande distrikt:
| De 17 distrikten i Marks kommun |
| --- |
| - Berghem - Fotskäl - Fritsla - Hajom - Horred - Hyssna - Istorp - Kinna - Skephult - Surteby-Kattunga - Sätila - Torestorp - Tostared - Älekulla - Örby-Skene - Öxabäck - Öxnevalla |

### Tätorter
År 2020 bodde 68,7 procent av kommunens invånare i någon av kommunens tätorter, vilket var lägre än motsvarande siffra för riket där genomsnittet var 87,6 procent. Vid Statistiska centralbyråns tätortsavgränsning 2020 fanns det 14 tätorter i Marks kommun:
| Tätort              | Befolkning |
| ------------------- | ---------- |
| Kinna               | 15 452     |
| Fritsla             | 2 434      |
| Sätila              | 1 351      |
| Horred              | 1 261      |
| Hyssna              | 735        |
| Björketorp          | 572        |
| Rydal               | 434        |
| Torestorp           | 406        |
| Berghem             | 381        |
| Öxabäck             | 338        |
| Flygsnäs och Hägnen | 210        |
| Ubbhult norra       | 209        |
| Fotskäl             | 201        |
| Eskilsby och Snugga | 0          |

## Styre och politik

### Styre
Mandatperioden 2010–2014 styrdes kommunen av Allianspartierna i koalition med Miljöpartiet. Tillsammans samlade partierna 24 av 51 mandat i kommunfullmäktige. Efter valet inkluderades även Markbygdspartiet i koalitionen som fortsatte styra i minoritet. Koalitionen gick under namnet "Markalliansen". Valet 2018 ledde till delvis maktskifte där Liberalerna och Centerpartiet stannade vid makten samtidigt som Socialdemokraterna klev in i samarbetet. Detta trots att Allianspartierna inför valet gått ut med avsikten att styra kommunen tillsammans. Liberalerna lämnade den styrande koalitionen efter valet 2022, men ingick tillsammans med Vänsterpartiet en valteknisk samverkan med Socialdemokraterna och Centerpartiet som stannade kvar vid makten.

### Kommunfullmäktige

#### Presidium
| Presidium 2022–2026    | Presidium 2022–2026 | Presidium 2022–2026     |
| ---------------------- | ------------------- | ----------------------- |
| Ordförande             | C                   | Eva-Karin Torhem Arnell |
| Förste vice ordförande | M                   | Rolf Skarin             |
| Andre vice ordförande  | S                   | Ann-Sofi Tureson        |

#### Mandatfördelning 1970–2022
| 2 | 22 | 13 | 4 | 8 |

| 41 | 8 |

| 2 | 21 | 15 | 2 |  | 8 |

| 40 | 9 |

| 2 | 21 | 14 | 3 |  | 8 |

| 35 | 14 |

| 3 | 21 | 13 | 3 |  | 8 |

| 32 | 17 |

| 3 | 23 | 13 |  | 10 |

| 34 | 17 |

| 3 | 24 | 11 | 4 | 9 |

| 34 | 17 |

| 3 | 22 |  | 11 | 4 |  | 7 |

| 36 | 15 |

| 3 | 21 |  | 10 | 3 | 4 | 8 |

| 35 | 16 |

| 3 | 23 |  | 3 | 10 |  |  | 6 |

| 33 | 18 |

| 6 | 18 |  | 4 | 8 |  | 5 | 7 |

| 30 | 21 |

| 4 | 20 |  | 4 | 8 | 4 | 4 | 5 |

| 29 | 22 |

| 3 | 20 |  | 6 | 8 |  | 3 | 8 |

| 26 | 25 |

| 3 | 17 |  |  | 4 |  | 5 | 4 | 3 | 10 |

| 27 | 24 |

| 4 | 16 |  | 5 | 4 |  | 6 |  |  | 8 |

| 28 | 23 |

| 4 | 15 |  | 8 | 8 | 3 | 3 | 9 |

| 27 | 24 |

| 4 | 15 |  | 10 | 6 |  | 4 | 10 |

| 28 | 23 |

### Nämnder

#### Kommunstyrelse
Kommunstyrelsen i Marks kommun utgörs av 15 ledamöter. Dess ordförande och vice ordförande är kommunens kommunalråd.
Bland kommunstyrelsens ledamöter har ett arbetsutskott valts ut. Till stöd för sitt arbete har kommunstyrelsen en förvaltning kopplad till sig, Kommunstyrelses förvaltning, som "förbereder och genomför de beslut som nämnden fattar".
| Presidium 2022–2026 | Presidium 2022–2026 | Presidium 2022–2026 |
| ------------------- | ------------------- | ------------------- |
| Ordförande          | S                   | Ulf Dahlberg        |
| Vice ordförande     | M                   | Tomas Ekberg        |

#### Övriga nämnder
| Nämnder 2022–2026            | Ordförande | Ordförande          | Vice ordförande | Vice ordförande        | Andre vice ordförande | Andre vice ordförande |
| ---------------------------- | ---------- | ------------------- | --------------- | ---------------------- | --------------------- | --------------------- |
| Barn- och utbildningsnämnden | S          | Yasin Abbes         | M               | Elise Benjaminsson     |                       |                       |
| Bygg- och miljönämnden       | S          | Pelle Pellby        | C               | Pontus Johansson       | M                     | Peter Branshøj        |
| Kultur- och fritidsnämnden   | S          | Birgitta Andersson  | M               | Ylva Höglund           |                       |                       |
| Omsorgsnämnden               | C          | Lena Ferm Hansson   | SD              | Sara Lindwall          |                       |                       |
| Socialnämnden                | C          | Anna-Lena Gunnarson | M               | Magnus Lilliecrona     |                       |                       |
| Teknik- och servicenämnden   | S          | Bo Petersson        | SD              | Bo Kindström           |                       |                       |
| Valnämnden                   | S          | Bodil Wennerström   | M               | Kerstin Weimman-Lindén |                       |                       |

## Ekonomi och infrastruktur

### Näringsliv
Viskadalen har en lång historia inom textilindustrin, där ett spinneri grundades i Rydal år 1853. Tekoindustrin fortsätter att vara en betydande del av näringslivet i Marks kommun, med kommunen som ledande arbetsgivare följt av Ludvig Svensson AB, specialiserat på hemtextilier, och Stora Enso Packaging AB, fokuserat på transportemballage i wellpapp, båda belägna i centralorten. Förutom detta spelar även service- och tjänstenäringar en viktig roll i områdets näringsliv.

### Infrastruktur

#### Transporter
Från nordöst till sydväst genomkorsas kommunen av riksväg 41 och från nordväst mot öster av länsväg 156. Från nordöst till sydväst sträcker sig även järnvägen Viskadalsbanan som trafikeras av Västtågens regiontåg mellan Borås och Varberg med stopp i Fritsla, Kinna, Assberg, Skene, Berghem, Björketorp och Horred.

## Befolkning

### Demografi

#### Befolkningsutveckling
Kommunen har 35 155 invånare (31 december 2024), vilket placerar den på 74:e plats avseende folkmängd bland Sveriges kommuner. 
| Befolkningsutvecklingen i Marks kommun 1970–2020 | Befolkningsutvecklingen i Marks kommun 1970–2020 | Befolkningsutvecklingen i Marks kommun 1970–2020 | Befolkningsutvecklingen i Marks kommun 1970–2020 | Befolkningsutvecklingen i Marks kommun 1970–2020 |
| ------------------------------------------------ | ------------------------------------------------ | ------------------------------------------------ | ------------------------------------------------ | ------------------------------------------------ |
|                                                  |                                                  |                                                  |                                                  |                                                  |
| År                                               |                                                  |                                                  | Folkmängd                                        |                                                  |
| 1970                                             | 1970                                             |                                                  | 29 000                                           |                                                  |
| 1975                                             | 1975                                             |                                                  | 30 217                                           |                                                  |
| 1980                                             | 1980                                             |                                                  | 31 418                                           |                                                  |
| 1985                                             | 1985                                             |                                                  | 31 708                                           |                                                  |
| 1990                                             | 1990                                             |                                                  | 33 070                                           |                                                  |
| 1995                                             | 1995                                             |                                                  | 33 583                                           |                                                  |
| 2000                                             | 2000                                             |                                                  | 32 951                                           |                                                  |
| 2005                                             | 2005                                             |                                                  | 33 494                                           |                                                  |
| 2010                                             | 2010                                             |                                                  | 33 845                                           |                                                  |
| 2015                                             | 2015                                             |                                                  | 33 906                                           |                                                  |
| 2020                                             | 2020                                             |                                                  | 34 896                                           |                                                  |

## Kultur

### Kulturarv
Bland kommunens kulturarv kan nämnas de 10 byggnadsminnena i kommunen samt de sex områden som är av riksintresse för kulturmiljövården. Bland byggnadsminnena är sex av dessa så kallade förläggaregårdar, något som är unikt för kommunen. De byggdes under 1830-talet och är en typ av herrgårdar. Förutom vissa kännetecken som imponerande storlekar, ljus träpanel, många symmetriska fönster, detaljrika utsmyckningar runt fönster och dörrar, valmade gavelspetsar och två flygelbyggnader så har de också en tydlig koppling till centralortens historia som centrum för Sveriges textilproduktion. Nämnvärt är att centralorten stod för 80 procent av Sveriges vävproduktion i mitten på 1800-talet.

### Kommunvapen
Blasonering: I svart fält en stolpe av guld belagd med fyra svarta kulor och åtföljd till höger av ett sädesax och till vänster av en vävskyttel, båda av guld.
Vapnet skapades för Marks kommun och registrerades hos PRV 1974. Inom området hade de två tidigare köpingarna Kinna och Skene samt Sätila landskommun haft vapen, vilkas giltighet upphörde vid sammanläggningen.

Kinna municipalsamhälle (1934–1946) Kinna köping (1947–1970)
Skene köping (1953–1970)
Sätila landskommun (1956–1970)

### Sport
Bland idrottsklubbar i Marks kommun märks framför allt Öxabäcks IF, som hade ett av Sveriges bästa damfotbollslag på 1970- och 1980-talet. Kinna IF spelade några säsonger i herrarnas andradivision i fotboll på 1950- och 1960-talet.
I basket har Marbo Basket och Sätila Basket nått framgångar.